# Kościół św. Floriana w Krakowie
Kościół św. Floriana – zabytkowy, rzymskokatolicki kościół parafialny, uniwersytecka kolegiata znajdująca się w Krakowie, w dzielnicy I Stare Miasto przy ul. Kurniki 2 na rogu ul. Warszawskiej i placu Matejki, na Kleparzu.
Jego lokalizację legenda łączy ze sprowadzeniem relikwii św. Floriana do Polski. Według tradycji w tym miejscu w 1184 stanęły woły wiozące szczątki świętego i nie ruszyły dopóty, dopóki nie zdecydowano się postawić tam świątyni poświęconej temu męczennikowi.

## Historia
Pierwotny kościół powstał pomiędzy rokiem 1185 a 1216. Kolegiatę konsekrował biskup krakowski i kronikarz, Wincenty Kadłubek
Obecna świątynia pochodzi z XVII wieku. Powstała po pożarze kościoła podczas oblężenia Krakowa przez Szwedów, gdy Stefan Czarniecki nakazał spalić przedmieścia Krakowa. Gruntowną przebudowę świątyni w stylu barokowym przeprowadzono w latach 1657–1684 dzięki wsparciu finansowemu biskupa krakowskiego Andrzeja Trzebickiego i Akademii Krakowskiej. Konsekracji świątyni dokonał w 1686 biskup krakowski Mikołaj Oborski.
Po następnym pożarze i uszkodzeniach podczas walk konfederatów barskich, w latach 1755–1779 prowadzono kolejne prace – dobudowano nowe kaplice przy fasadzie zachodniej: Krzyża Świętego i Matki Boskiej Bolesnej, ołtarze boczne oraz elementy wyposażenia wnętrza. Kościół konsekrowano w 1779.
W latach 1902–1914 przeprowadzona została restauracja i modernizacja kościoła według projektu architektów Józefa Kryłowskiego i odpowiedzialnego za wyposażenie wnętrza Franciszka Mączyńskiego.
W 1439 tutejszym kanonikiem i kantorem został Jan Kanty. Proboszczem (prepozytem kapituły) w latach 1617–1641 był Marcin Wadowita. W 1667 przez pewien czas spoczywały tutaj szczątki królowej Ludwiki Marii Gonzagi, żony Jana Kazimierza. W 1818 złożono tu trumnę ze szczątkami Tadeusza Kościuszki. W kościele tym w 1900 Stanisław Wyspiański poślubił Teofilę Pytkównę. Od 17 sierpnia 1949 roku do końca sierpnia 1951 roku w świątyni tej pracował jako wikariusz ks. Karol Wojtyła – późniejszy Jan Paweł II. Tenże papież w 1999 nadał kościołowi św. Floriana tytuł bazyliki mniejszej, a odwiedził to miejsce podczas pielgrzymki do Polski 18 sierpnia 2002 roku. 4 maja 2011 roku kardynał Stanisław Dziwisz reaktywował kapitułę kolegiacką przy kościele św. Floriana.
W latach 1911-1913 obok kościoła, przy ul. Warszawskiej 1b, zbudowano plebanię. Projektował ją Franciszek Mączyński.
Do końca XVIII wieku wokół kościoła znajdował się cmentarz. Po jego likwidacji pozostały na ścianach świątyni epitafia. Obecnie (2024) na miejscu gdzie była nekropolia, wokół kościoła powstał płatny parking dla samochodów.

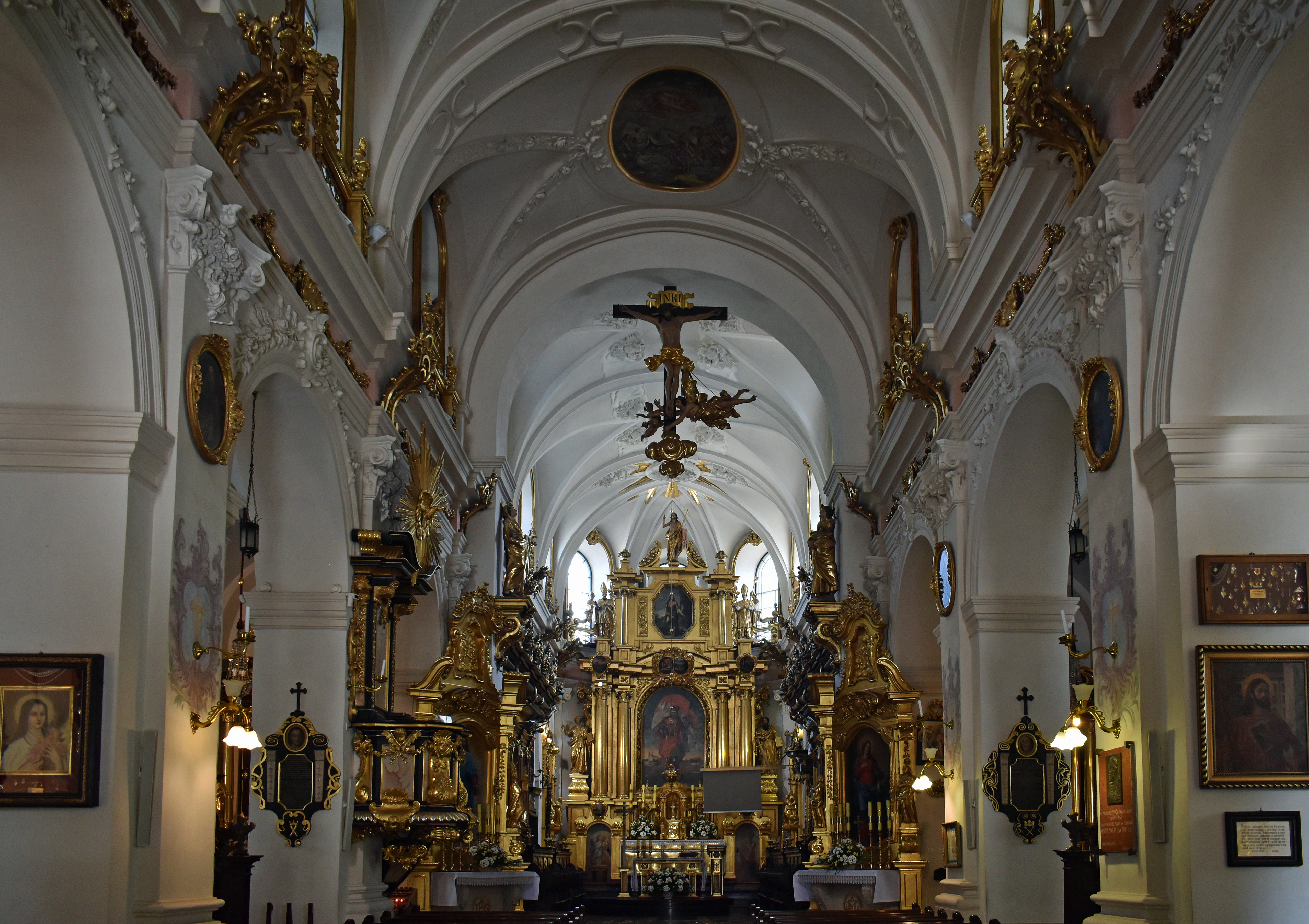
Wnętrze kościoła.
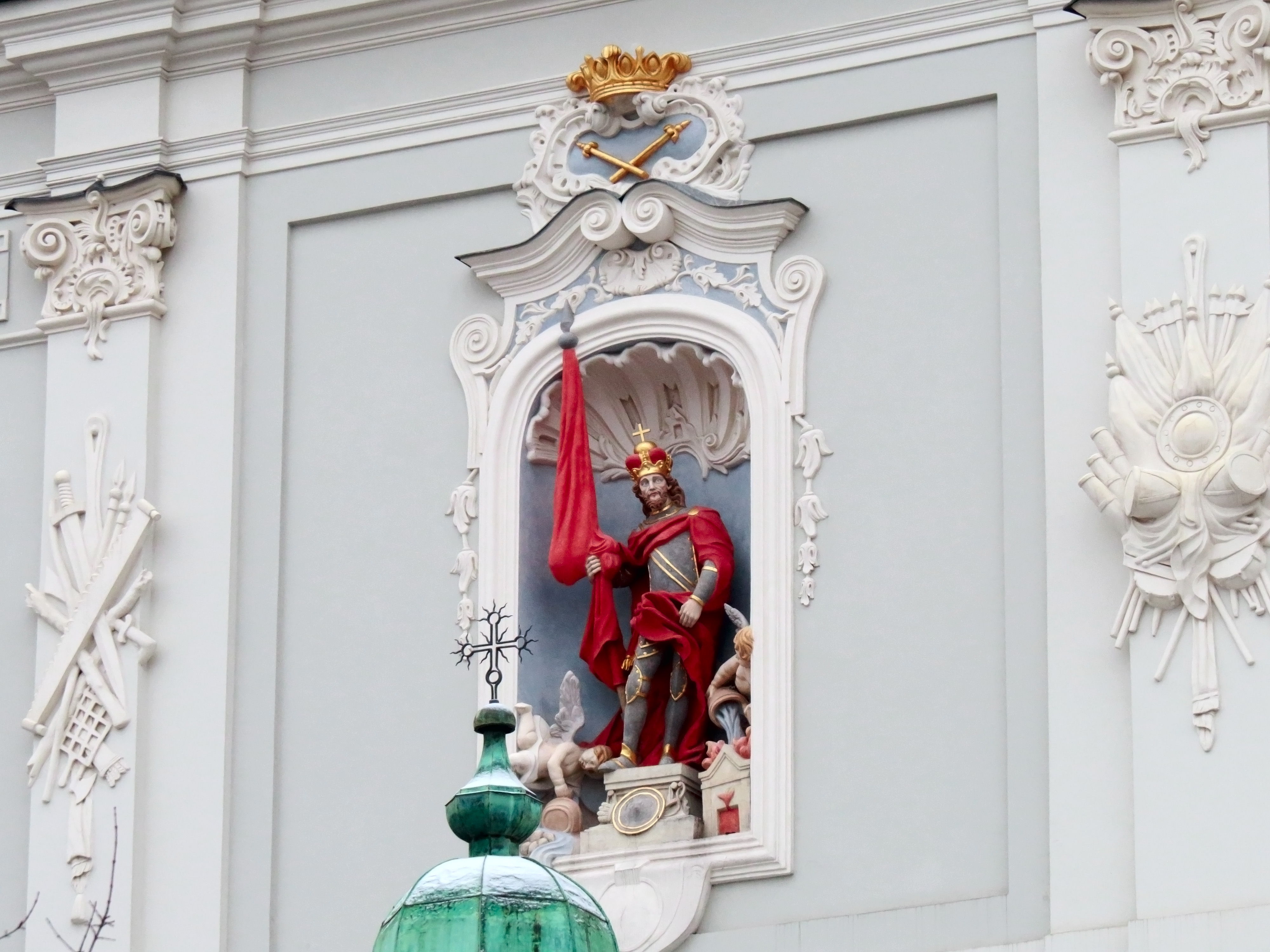
Figura św. Floriana na fasadzie kościoła.
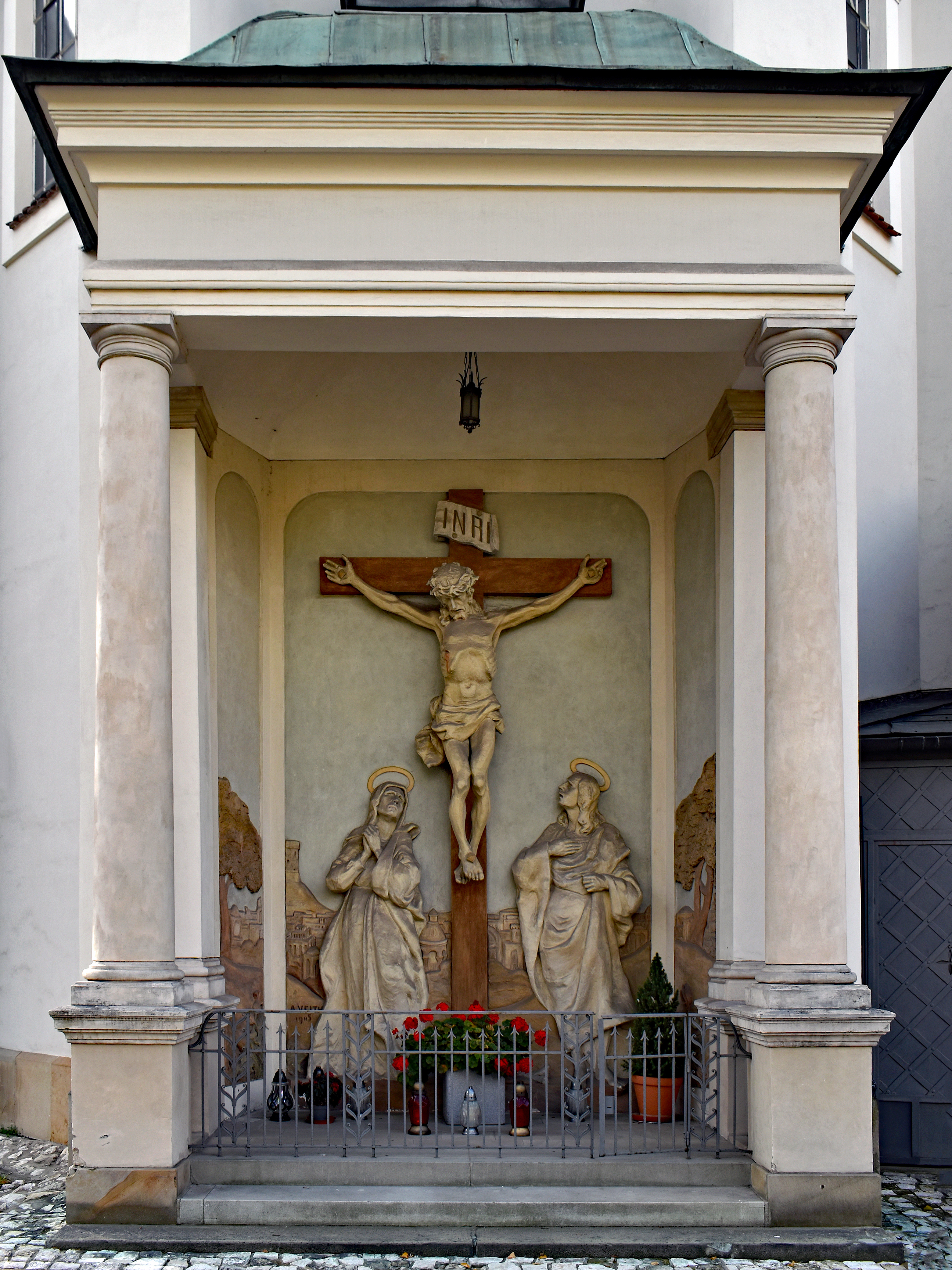
Golgota, zewnętrzna ściana prezbiterium proj. Aleksander Józef Veith (1905)
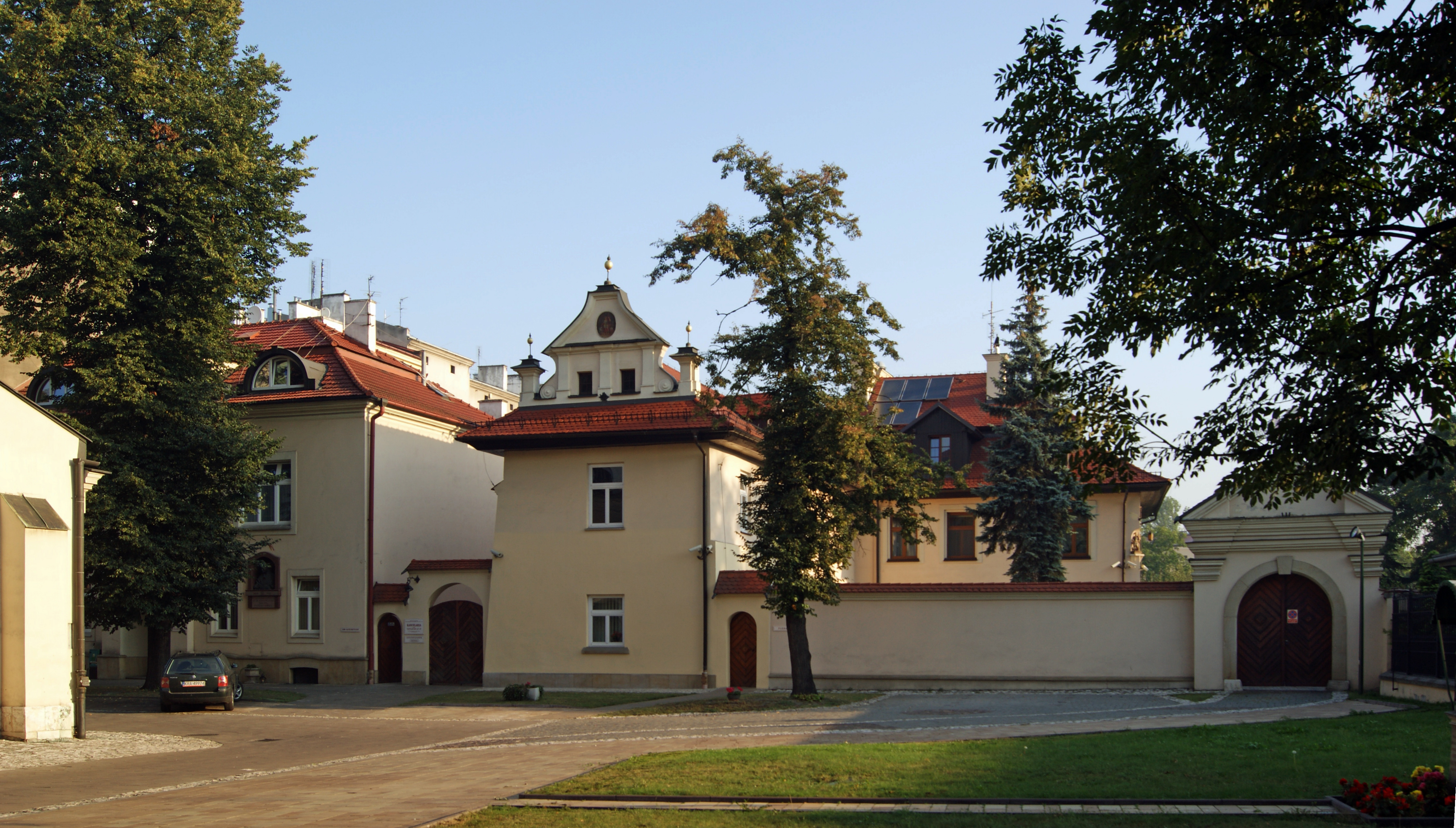
Plebania, proj. Franciszek Mączyński (1911). Teren przed nią to dawny cmentarz, obecnie płatny parking.